# 巴爾克烏河
巴爾克烏河是東歐的河流，河道全長134公里，流域面積2,025平方公里，發源自羅馬尼亞的瑟拉日縣，流經比霍爾縣、匈牙利的豪伊杜-比豪爾州和貝凱什州，最終在賽格豪洛姆附近注入湍克勒什河。